# Sonja Reichart
Sonja Reichart (ur. 2 listopada 1964 w Immenstadt) – niemiecka narciarka, uprawiająca narciarstwo dowolne. Jej największym sukcesem jest srebrny medal w skokach akrobatycznych wywalczony podczas mistrzostw świata w Oberjoch. Zajęła też 2. miejsce w tej samej konkurencji na igrzyskach olimpijskich w Calgary, jednakże medalu nie otrzymała, ponieważ narciarstwo dowolne było wtedy tylko sportem pokazowym. Zajęła także 22. miejsce w skokach akrobatycznych na igrzyskach olimpijskich w Lillehammer. Najlepsze wyniki w Pucharze Świata osiągnęła w sezonie 1989/1990, kiedy to zajęła 2. miejsce w klasyfikacji generalnej, a klasyfikacji skoków akrobatycznych wywalczyła małą kryształową kulę. W sezonach 1986/1987 i 1988/1989 również triumfowała w klasyfikacji skoków akrobatycznych, a w sezonie 1987/1988 była druga.
W 1994 r. zakończyła karierę.

## Osiągnięcia

### Igrzyska olimpijskie
| Miejsce | Dzień     | Rok  | Miejscowość | Konkurencja        | Zwycięzca       |
| ------- | --------- | ---- | ----------- | ------------------ | --------------- |
| 22.     | 13 lutego | 1994 | Lillehammer | Skoki akrobatyczne | Lina Cheryazova |

### Mistrzostwa świata
| Miejsce | Dzień   | Rok  | Miejscowość | Konkurencja        | Zwycięzca         |
| ------- | ------- | ---- | ----------- | ------------------ | ----------------- |
| 2.      | 5 marca | 1989 | Oberjoch    | Skoki akrobatyczne | Catherine Lombard |

### Puchar Świata

#### Miejsca w klasyfikacji generalnej
- sezon 1985/1986: 39.
- sezon 1986/1987: 6.
- sezon 1987/1988: 8.
- sezon 1988/1989: 7.
- sezon 1989/1990: 3.
- sezon 1990/1991: 49.
- sezon 1993/1994: 39.

#### Miejsca na podium
1. Tignes – 11 grudnia 1986 (Skoki akrobatyczne) – 3. miejsce
2. Mont Gabriel – 11 stycznia 1987 (Skoki akrobatyczne) – 3. miejsce
3. Lake Placid – 17 stycznia 1987 (Skoki akrobatyczne) – 2. miejsce
4. Breckenridge – 24 stycznia 1987 (Skoki akrobatyczne) – 1. miejsce
5. Oberjoch – 8 marca 1987 (Skoki akrobatyczne) – 1. miejsce
6. La Clusaz – 27 marca 1987 (Skoki akrobatyczne) – 1. miejsce
7. Tignes – 13 grudnia 1987 (Skoki akrobatyczne) – 1. miejsce
8. La Plagne – 19 grudnia 1987 (Skoki akrobatyczne) – 2. miejsce
9. Madarao – 8 lutego 1988 (Skoki akrobatyczne) – 2. miejsce
10. Oberjoch – 6 marca 1988 (Skoki akrobatyczne) – 1. miejsce
11. La Plagne – 18 grudnia 1988 (Skoki akrobatyczne) – 1. miejsce
12. Mont Gabriel – 8 stycznia 1989 (Skoki akrobatyczne) – 2. miejsce
13. La Clusaz – 11 lutego 1989 (Skoki akrobatyczne) – 1. miejsce
14. Voss – 12 marca 1989 (Skoki akrobatyczne) – 1. miejsce
15. Åre – 18 marca 1989 (Skoki akrobatyczne) – 3. miejsce
16. Soumu – 24 marca 1989 (Skoki akrobatyczne) – 2. miejsce
17. Tignes – 9 grudnia 1989 (Skoki akrobatyczne) – 1. miejsce
18. La Plagne – 17 grudnia 1989 (Skoki akrobatyczne) – 1. miejsce
19. Mont Gabriel – 7 stycznia 1990 (Skoki akrobatyczne) – 1. miejsce
20. Lake Placid – 14 stycznia 1990 (Skoki akrobatyczne) – 1. miejsce
21. Breckenridge – 21 stycznia 1990 (Skoki akrobatyczne) – 2. miejsce
22. Calgary – 27 stycznia 1990 (Skoki akrobatyczne) – 2. miejsce
23. La Clusaz – 14 marca 1990 (Skoki akrobatyczne) – 1. miejsce
24. Oberjoch – 3 marca 1991 (Skoki akrobatyczne) – 1. miejsce
25. Tignes – 12 grudnia 1993 (Skoki akrobatyczne) – 2. miejsce

W sumie 14 zwycięstw, 8 drugich i 3 trzecie miejsca.